# Elkalyce tiresias
Elkalyce tiresias är en fjärilsart som beskrevs av Eugen Johann Christoph Esper 1779. Elkalyce tiresias ingår i släktet Elkalyce och familjen juvelvingar. Inga underarter finns listade i Catalogue of Life.